# 大津県
大津県（おおつけん）は、1868年（慶応4年）に近江国内の幕府領・旗本領などを管轄するために明治政府によって設置された県。現在の滋賀県の直接の前身に当たる。管轄地域は、当初は現在の滋賀県全域に分布、のちに滋賀県南部。本項では前身の大津裁判所（おおつさいばんしょ）についても記す。

## 概要
江戸時代の近江国の領地区分は、まとまった大藩は彦根藩のみであり、その他は小藩、交代寄合の最上家の大森陣屋、交代寄合の朽木家の朽木陣屋、さらに他国の諸藩領や天領なども入り交じり、複雑な様相を呈していた。幕府領は大津奉行（時期により大津代官所）が管轄していた。
慶応4年（1868年）、新政府は大津代官所を廃止して大津裁判所を設置。4月には大津県に改組された。
明治4年11月22日（1872年1月2日）、廃藩置県後の第1次府県統合に伴い、近江国南部の5郡と北部の高島郡を管轄する県となったが、同年11月29日（1872年1月9日）に高島郡を長浜県に移管し、明治5年（1872年）に滋賀県に改称されて姿を消した。なお、大津県県令であった松田道之は引き続き滋賀県県令を務めた。

## 沿革
- 慶応4年（明治元年）
  - 3月7日（1868年3月30日） - 新政府が滋賀郡大津町（現在の大津市浜大津一丁目）の大津代官所に大津裁判所を設置。
  - 4月28日（1868年5月20日）[1] - 大津裁判所に代わり、大津代官石原清一郎邸に大津県を設置。県庁はその後、東今颪町の本福寺、上百石町、市民会議所、寺内顕証寺（現・近松別院）、別所村の園城寺境内の円満院内室へと移転。
  - 6月4日（1868年7月23日） - 野洲郡・蒲生郡の陸奥仙台藩領[2]を収公。
  - 12月22日（1869年2月3日） - 陸奥会津藩領[2]、神崎郡の賀陽宮領、滋賀郡の滋賀院領および近江国内の旗本領の一部を収公。
- 明治2年
  - 8月2日（1869年9月7日） - 伊勢国内の笠松県・大津県（旧信楽代官所）の管轄区域を度会県に編入せよとの太政官達が出される。
  - 9月12日（1869年10月16日） - 伊勢国内の管轄区域が度会県に引き渡される。
- 明治3年
  - 2月 - 近江国内の河内狭山藩領および旗本領を収公。
  - 7月17日（1870年8月13日） - 山形藩が近江国に移封され朝日山藩が立藩。一部地域を移管。
  - 10月 - 近江国内の上総飯野藩領を収公。
- 明治4年
  - 4月 - 彦根藩預地を収公。
  - 10月 - 大溝藩領および近江国内の公家領・門跡領・寺社領・讃岐丸亀藩領を収公。
  - 11月22日（1872年1月2日）- 第1次府県統合により近江国南部の5郡の区域をもって、改めて大津県が発足。管轄区域内に藩庁が所在した西大路県・水口県・膳所県が廃止。
- 明治5年1月19日（1872年2月27日） - 滋賀県に改称。県庁を寺内顕証寺に設置。

### 滋賀県への改称に関する経緯
滋賀県への改称の直接のきっかけは1872年（明治4年）12月に大津県令松田道之が大蔵省に提出した要望書とされている。その要望理由は、旧幕府代官所が置かれた大津の名称をこのまま用いることは、「愚民」が旧習を捨てて開化に進む障害になるということであった。
「滋賀県」の名称は、当時の県庁が大津町ではなく近郊の別所村にあったため、その所属郡を採用したものである。しかし、大津県庁は1869年（明治2年）1月から別所村に所在しており、移転が改称の直接の理由ではない。この点は移転を直接の改称理由とした石川県などとは異なる。当時は廃藩置県に引き続く第1次府県統合の直後であり、県名を都市名から郡名に改める事例が全国に多数あった。大津県から滋賀県への改称もこの流れの一環と考えることができるが、詳細は明らかでない。

## 管轄地域

### 第1次府県統合以前
- 近江国
  - 滋賀郡のうち
  - 栗太郡のうち
  - 甲賀郡のうち
  - 野洲郡のうち
  - 蒲生郡のうち
  - 神崎郡のうち
  - 愛知郡のうち
  - 浅井郡のうち
  - 伊香郡のうち
  - 高島郡のうち
  - 坂田郡のうち
- 伊勢国（度会県に移管）
  - 三重郡のうち
  - 鈴鹿郡のうち
  - 度会郡のうち

### 第1次府県統合以降
- 近江国
  - 滋賀郡
  - 栗太郡
  - 甲賀郡
  - 野洲郡
  - 蒲生郡

## 歴代知事

### 大津裁判所
- 慶応4年3月7日（1868年3月30日）  - 慶応4年4月28日（1868年5月20日）  ： 総督・長谷信篤（元公家）

### 大津県
- 慶応4年4月28日（1968年5月20日） - 明治元年11月8日（1868年12月21日） ： 知事・辻維岳（元広島藩士）
- 明治元年11月8日（1868年12月21日） - 明治4年11月22日（1872年1月2日） ： 知事・朽木綱徳（元福知山藩士）
- 明治4年11月22日（1872年1月2日） - 明治5年1月19日（1872年2月27日） ： 県令・松田道之（前京都府大参事、元鳥取藩士）